# 翁以登
翁以登（Eden Y Woon，1947年—），亞洲理工學院校长，JP，上海出生的美籍華人、美國空軍退役上校，歷任香港科技大學副校長（大學拓展）和香港總商會總裁等職。

## 簡歷
翁以登是光緒皇帝的老師翁同龢家族後人。1949年隨家人到香港，曾於香港德信學校就讀小學。1959年移居美國，於愛荷華大學主修數學，取得學士學位，並在西雅圖華盛頓大學就讀，取得數學碩士，至1972年取得博士學位。畢業後進入美國空軍，擔任美國空軍學院副教授，任教數學。1983年至1985年擔任美國駐華大使館副武官；1989年至1994年，出任美國國防部長中國事務顧問。1993年，翁以登以上校官階退役，1994年出任美國華盛頓州中國關係評議會執行幹事。
1997年，獲香港總商會委任為總裁，成為香港總商會創立130年來首位華人總裁。期間他亦出任香港海洋公園、香港醫院管理局及香港政府策略發展委員會成員。
2006年，辭去香港總商會總裁職務，由前香港駐東京經濟貿易首席代表方志偉接替；同年轉往星巴克咖啡擔任大中華區副總裁，駐上海辦公，管理大中華區的政府、公共關係及企業社會責任等事務。2007年9月加入利豐集團，擔任利豐中國辦公室董事總經理，繼續駐於上海，主力於利童反斗城（玩具反斗城）的內地業務。
2010年8月30日，獲香港科技大學委任為副校長（大學拓展），憑藉其於香港政、商界的人脈關係，專責為大學籌款。
2018年9月1日，任亞洲理工學院校長。

## 資料來源
1. 1 2 3 4  香港科技大學宣布委任翁以登博士為副校長（大學拓展） （页面存档备份，存于） 香港科技大學，2010年8月30日
2. 1 2  翁以登小檔案 （页面存档备份，存于） 亞洲週刊，2009年8月9日
3. ↑  FOCUS 精英校友談德信 （页面存档备份，存于） 都市日報，2010年12月23日
4. ↑  政情：翁以登做副校專責「吸水」 （页面存档备份，存于） 東方日報，2011年2月9日
5. ↑  Asian Institute of Technology. . Asian Institute of Technology. 2018-08  [2019-09-10]. （原始内容存档于2019-08-18）.